# Ethisch Vegetarisch Alternatief
ProVeg, vroeger gekend als Ethisch Vegetarisch Alternatief (afgekort EVA) is een Vlaamse sociaal-culturele beweging die mensen informeert over de voordelen van lekker en gezond vegetarisch eten. De missie van de vereniging is het maximaliseren van plantaardige productie en consumptie, ter vervanging van dierlijke, om zo bij te dragen aan een mens-, dier- en milieuvriendelijke samenleving. De vzw EVA werd op 13 juli 2000 opgericht.

## Geschiedenis
EVA is gegroeid uit een studentenvereniging die werkte rond vegetarische voeding en dierenwelzijn, die met een toelage van Universiteit Gent een VeGentarische Gids uitgaven. Dit groeide later uit tot EVA vzw. Op 1 september 2000 ging de Vegetariërsvereniging vzw, die zich meer dan 20 jaar had bekommerd om het vegetarische leven in Vlaanderen, op in EVA vzw. De Vegetariërsvereniging, daarvoor bekend als de Belgische Vegetariërsbond, hield op te bestaan.
In acht jaar vertienvoudigde het ledenaantal van 250 naar 2574.
In 2022 werd naamsverandering "EVA wordt ProVeg" aangekondigd.

## Activiteiten
V-Day, de Dag van het Vegetarisme, was tussen 2002 en 2005 een jaarlijks evenement waar EVA een persoon die zich verdienstelijk had gemaakt voor vegetarische voeding onderscheidde met de gouden wortel. Later volgden andere evenementen zoals studiedagen over de relatie vegetarische voeding en gezondheid of vegetarische voeding en milieu. Eind 2007 begon EVA ook met de campagne Donderdag Veggiedag. Eind augustus 2008 organiseerde EVA "Less Meat, Less Heat", een avond aan de Universiteit Gent met Nobelprijswinnaar voor de Vrede en IPCC voorzitter Rajendra Pachauri.

## Vegetarisch Infocentrum
In haar kantoor te Gent, heeft EVA een Vegetarisch Infocentrum ingericht waar iedereen die informatie wil over vegetarisme terechtkan. Ook worden er lezingen, debatten, thema-avonden en workshops gegeven. Verder is er een bibliotheek met zo'n duizend boeken over thema’s als vegetarisme, dierenwelzijn, milieu, filosofie en gezondheid.

## Jong EVA
Jong EVA is een studentenvereniging die vegetarische voeding promoot. Jong EVA was tot oktober 2010 erkend door de UGent en viel onder het Werkgroepen en Verenigingen Konvent.